# Musasjö
Musasjö är en sjö i Falkenbergs kommun i Halland och ingår i Ätrans huvudavrinningsområde. Sjön är 2 meter djup, har en yta på 0,081 kvadratkilometer och befinner sig 77,2 meter över havet.

## Delavrinningsområde
Musasjö ingår i det delavrinningsområde (633840-131279) som SMHI kallar för Ovan Hjärtaredån. Medelhöjden är 76 meter över havet och ytan är 1,2 kvadratkilometer. Räknas de 15 avrinningsområdena uppströms in blir den ackumulerade arean 245,75 kvadratkilometer. Högvadsån som avvattnar avrinningsområdet har biflödesordning 2, vilket innebär att vattnet flödar genom totalt 2 vattendrag innan det når havet efter 42 kilometer. Avrinningsområdet består mestadels av skog (36 %). Avrinningsområdet har 0,08 kvadratkilometer vattenytor vilket ger det en sjöprocent på 6,8 %. Bebyggelsen i området täcker en yta av 0,59 kvadratkilometer eller 49 % av avrinningsområdet.